# خوسيه مندس
خوسيه مندس (بالبرتغالية: José Mendes‏) ولد بتاريخ 24 أبريل 1985 في غيمارايس، البرتغال، هو دراج برتغالي في صنف سباق الدراجات على الطريق.

## سجل النتائج

### المراكز
- حقق المركز الـ 6 في جيرو ديل ترينتينو 2015

## روابط خارجية
- خوسيه مندس على موقع الاتحاد الدولي للدراجات (الإنجليزية)
- خوسيه مندس على موقع أرشيف الدراجات (الإنجليزية)
- خوسيه مندس على موقع إحصائيات الدراجات الإحترافية (الإنجليزية)
- خوسيه مندس على موقع نسبة الدراجات (الإنجليزية)
- خوسيه مندس على موقع CycleBase (الإنجليزية)
- خوسيه مندس على موقع أوليمبيديا (الإنجليزية)
- Profile